# SC Empor Rostock
Der Sportclub Empor Rostock war ein am 11. November 1954 in Rostock gegründeter Sportclub im DDR-Sportsystem.

## Sektionen und Ausgründungen

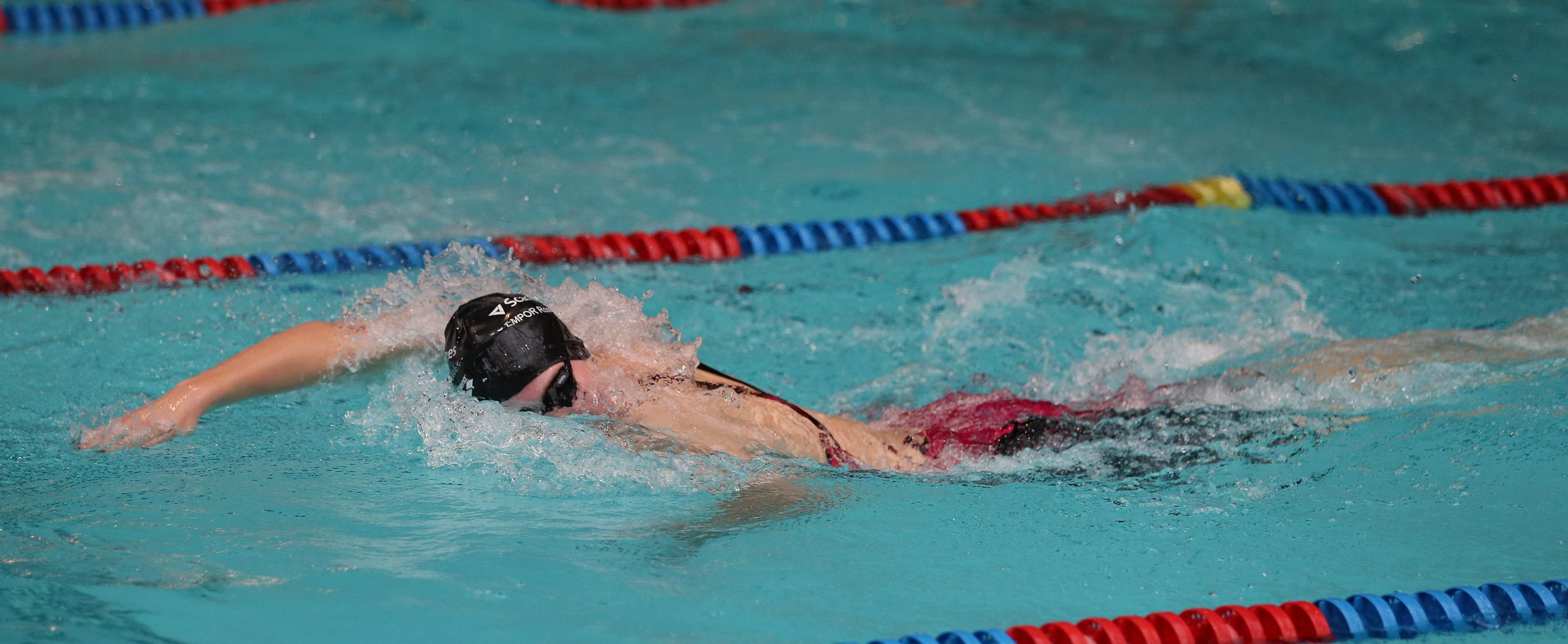
Schwimmerin des SC Empor Rostock 2000 bei den Offenen Kurzbahnmeisterschaften des Landesschwimmverbandes Brandenburg 2018

Unter seinem Dach waren zahlreiche Sportarten organisiert, unter anderem Fußball, Handball, Eishockey, Turnen, Schwimmen, Wasserspringen und Leichtathletik.
Die meisten Nachwuchssportler des Vereins besuchten zu DDR-Zeiten die KJS in Rostock, an die mehrere Internate angeschlossen waren. Viele Spitzensportler waren in einem Hochhaus, dem Sportforum, in der Nähe des Ostseestadions untergebracht.
Einige studierten an der Außenstelle der DHfK Leipzig, die sich ebenfalls in der Nähe des Sportforums befand.
Die aus dem 1999 aufgelösten Sportclub hervorgegangenen Vereine sind:
- 1. LAV Rostock (Leichtathletik) – Die Abteilung konnte in den 1980er Jahren zahlreiche Sportgrößen hervorbringen, wie Marita Meier-Koch, Christian Schenk, Hansjörg Kunze oder Silke Möller-Gladisch. 1998 löste sich die Abteilung aus dem Hauptverein.
- F.C. Hansa Rostock (Fußball) – Während der Saison 1954/1955 wurde die Oberligamannschaft der BSG Empor Lauter nach Rostock delegiert und in den kurz zuvor gegründeten Verein SC Empor Rostock eingegliedert. Die Mannschaft war von 1954 bis 1956 und von 1958 bis 1965 Mitglied der Oberliga. Ende Dezember 1965 wurde die Fußballabteilung aus dem Sportclub herausgelöst.
- HC Empor Rostock (Männer-Handball) – Als zehnfacher Hallenhandballmeister der DDR und zweifacher Europapokalgewinner löste sich die Mannschaft 1999 vom Hauptverein.
- Rostocker HC (Frauen-Handball)
- Rostocker EC (Eishockey) – 1956/57 wurde der Spielbetrieb aufgenommen. Durch Fusionen und Umbenennungen entstand 1990 der Rostocker EC.
- SC Empor Rostock 2000 (Schwimmen) – Die Abteilung löste sich Ende der 1990er Jahre aus dem Hauptverein, wobei das SC nicht mehr für Sport-Club, sondern für Schwimm-Club steht.
- Wasserspringer-Club Rostock (Wasserspringen) – Ende der 1990er Jahre aus dem Verein gelöst. Sektion Segeln: Olympische Spiele 1964 Silber/1968 Bronze/1972 Silber alles Drachen/1980 Silber 470

## Vereinssymbole

Das Emblem des SC Empor Rostock von 1954 bis 1956.
Von 1956 bis 1958 wurde ein mit den Schriftzügen Sportclub im oberen und Rostock im unteren Teil des Buchstabens E modifiziertes Emblem geführt.
Das Emblem seit 1964. Von 1956 bis 1964 wurde ein ähnliches, ebenfalls auf dem Wappen der Stadt Rostock basierendes Emblem geführt.